# Тесов
Тесов (укр. Тесів) — село в Острожской городской общине Ровненского района Ровненской области Украины.
До 2020 года входило в Острожский район.
Население по переписи 2001 года составляло 421 человек. Почтовый индекс — 35810. Телефонный код — 3654. Код КОАТУУ — 5624287601.

## География
Село расположено на реке Гнилушка.

## История
В конце XIX века было там 80 домов и 664 жителей, деревянная церковь 1876 года, церковно-приходская школа 1884 года. Село известно с 1478 года, когда Васька Джусик с Квасилов со своим братом Алексеем Джусом поделились дідизною, в том числе и Тесовом.
За поборол реестром Луцкого уезда в 1570 году Тесовая принадлежал Михаилу Павловичу, который из части своих имений в Тесовы, Хренове, Боготковицах, Новогороде и Вельгоры платил от 28 дым., 12 город. Позже село принадлежало к Сеянецкому ключу Фирлеев, а от них переходило к Бертрамам и Кушелевским.
В конце деревни на холмике был когда-то замок при большом источнике. Ещё до конца XIX века сохранились грубые фундаменты, рвы и валы. Почвы считались урожайными. Крестьяне, кроме полеводства занимались кормлением лошадей и скота. В селе использовали оригинальный малый плужок.
В 1906 году село Сеянецкой волости Острожского уезда Волынской губернии. Расстояние от уездного города и 23 верстах от волости 3. Дворов 91, жителей 736.
По переписи 1911 года к крупной земельной собственности принадлежало в Тесове принадлежало 103 десятины.